# دیوید دستمالچیان
دیوید دستمالچیان (انگلیسی: David Dastmalchian؛ زادهٔ ۲۱ ژوئیهٔ ۱۹۷۷) یک بازیگر سینما و تئاتر آمریکایی است. او در تعدادی از فرنچایزهای ابرقهرمانی نقش‌های فرعی داشته‌است. او توماس شیف را در شوالیه تاریکی، کرت را در هر دو فیلم مرد مورچه‌ای از مارول استودیوز، آبرا کادابرا در مجموعه تلویزیونی فلش از سی‌دابلیو و پولکا دات من را در جوخه انتحار (۲۰۲۱) بازی کرد. او همچنین در سه فیلم به کارگردانی دنی ویلنوو از جمله زندانیان، بلید رانر ۲۰۴۹ و تلماسه ظاهر شده‌است.
دستمالچیان فیلم مستقل نیمه اتوبیوگرافیک حیوانات را نوشت و در آن بازی کرد که در جشنواره فیلم جنوب از جنوب غربی در سال ۲۰۱۴ مورد تحسین قرار گرفت.

## اوایل زندگی
دستمالچیان در ۲۱ ژوئیه ۱۹۷۵ در آلن‌تاون، پنسیلوانیا از پم ایری و حسین دستمالچیان (۱۹۳۷–۲۰۲۱)، یک مهندس ایرانی-آمریکایی متولد شد. او در اوورلند پارک، کانزاس بزرگ شد و در دبیرستان شانی میشن ساوث تحصیل کرد.
دستمالچیان در کودکی به بیماری ویتیلایگو مبتلا شد که به خاطر آن مورد تمسخر همسالانش قرار گرفت. وقتی بزرگ شد، از فوتبال، تئاتر و طنز لذت برد. او در مدرسه تئاتر در دانشگاه دی‌پاول تحصیل کرد و در ۱۹۹۹ فارغ‌التحصیل شد. او در مورد تجربیات خود در فیلمنامه‌اش، حیوانات نوشت و از برنامه‌های درمان سلامت روان و مقابله با سوءمصرف مواد دفاع می‌کند.

## زندگی شخصی
دستمالچیان در سال ۱۳۹۳ با هنرمندی به نام اولین «ایو» لی ازدواج کرد. آنها دو فرزند دارند.

## فیلم‌شناسی

### فیلم
| سال  | عنوان                                 | نقش                     | یادداشت‌ها                        |  |
| ---- | ------------------------------------- | ----------------------- | -------------------------------- |  |
| ۲۰۰۸ | شوالیه تاریکی                         | توماس شیف               |                                  |  |
| ۲۰۰۹ | اسب‌سوار                               | ترنس                    |                                  |  |
| ۲۰۱۲ | بگو چه‌وقت                             | دیمون                   |                                  |  |
| ۲۰۱۲ | کاس                                   | جاشوا ویتمور            |                                  |  |
| ۲۰۱۲ | اسکندر باکره                          | هنک                     |                                  |  |
| ۲۰۱۲ | دختر سوشی                             | نلسون                   |                                  |  |
| ۲۰۱۲ | جدا شده                               | لوک                     |                                  |  |
| ۲۰۱۳ | نجات لینکلن                           | سرگرد اکرت              |                                  |  |
| ۲۰۱۳ | کارفرما                               | جیمز هریس               |                                  |  |
| ۲۰۱۳ | زندانیان                              | باب تیلور               |                                  |  |
| ۲۰۱۴ | حیوانات                               | جود                     | همچنین نویسنده جنوب از جنوب غربی |  |
| ۲۰۱۴ | نرد عصبانی بازی ویدیویی: فیلم         | گروهبان ال.جی. ان‌جی     |                                  |  |
| ۲۰۱۵ | مزمن                                  | برنارد                  |                                  |  |
| ۲۰۱۵ | مرد مورچه‌ای                           | کرت                     |                                  |  |
| ۲۰۱۷ | آزمایش بلکو                           | لونی                    |                                  |  |
| ۲۰۱۷ | بلید رانر ۲۰۴۹                        | کوکو                    |                                  |  |
| ۲۰۱۸ | مرد مورچه‌ای و زنبورک                  | کرت                     |                                  |  |
| ۲۰۱۸ | جعبه پرنده                            | غارتگر سوت              |                                  |  |
| ۲۰۱۸ | یک میلیون قطعه کوچک                   | روی                     |                                  |  |
| ۲۰۱۸ | بومی‌ها                                | ویلی کانینگهام          |                                  |  |
| ۲۰۱۸ | آرامش‌بخش                              | طب مکمل و جایگزین       |                                  |  |
| ۲۰۱۸ | همه موجودات زیر اینجا                 | جنسان                   | همچنین نویسنده                   |  |
| ۲۰۱۹ | معلم                                  | جیمز لوئیس              |                                  |  |
| ۲۰۱۹ | جنون در روش                           | شاهد                    |                                  |  |
| ۲۰۱۹ | ریبوت جی و باب ساکت                   | افسر سوات               | کامئو                            |  |
| ۲۰۲۱ | بتمن: هالووین طولانی، قسمت اول        | کلندر من                | صداپیشه فیلم ویدئویی             |  |
| ۲۰۲۱ | جوخه انتحار                           | آبنر کریل/ پولکا-دات من |                                  |  |
| ۲۰۲۱ | بتمن: هالووین طولانی، قسمت دوم        | جولین دیپنگوئن          | صداپیشه، فیلم ویدئویی            |  |
| ۲۰۲۱ | تلماسه                                | پیتر دی وریس            |                                  |  |
| ۲۰۲۳ | مرد مورچه‌ای و زنبورک: شیدایی کوانتومی | وب                      |                                  |  |
| ۲۰۲۳ | آخرین سفر دمتر                        | وویچک                   |                                  |  |
| ۲۰۲۳ | بوگیمن                                |                         |                                  |  |
| ۲۰۲۳ | اوپنهایمر                             | ویلیام ال بوردن         |                                  |  |
| ۲۰۲۳ | آخر شب با شیطان (فیلم)                | جک دل روی               |                                  |  |
| ۲۰۲۳ | زندگینامه چاک                         | جاش                     |                                  |  |
| ۲۰۲۳ | ترسیده                                | لاینینگ                 |                                  |  |
| ۲۰۲۴ |                                       |                         |                                  |  |

### تلویزیون
| سال        | عنوان              | نقش           |
| ---------- | ------------------ | ------------- |
| ۲۰۰۸       | بخش فوریت‌های پزشکی | مرد جوان      |
| ۲۰۱۲       | لیگ                | کارگر سردخانه |
| ۲۰۱۳       | ری داناوان         | معلم انگلیسی  |
| ۲۰۱۴       | سی‌اس‌آی             | لی کراسبی     |
| ۲۰۱۴       | آلموست هیومن       | سیمون         |
| ۲۰۱۴       | مزاحمان            | اوز ترنر      |
| ۲۰۱۵       | سی‌اس‌آی: سایبر      | لوگان ریوز    |
| ۲۰۱۶       | ۱۲ میمون           | کایل اسلید    |
| ۲۰۱۶–۲۰۲۱  | مک‌گیور             | مرداک         |
| ۲۰۱۷       | گاتهام             | دوایت پولارد  |
| ۲۰۱۷, ۲۰۲۱ | فلش                | ابرا کادابرا  |
| ۲۰۱۷       | توئین پیکس         | پیت باس واریک |
| ۲۰۱۷       | سون‌گولی            | خودش          |
| ۲۰۱۹       | جبران              | جانسون        |
| ۲۰۲۱       | چه می‌شود اگر… ؟    | کرت (صدا)     |
| ۲۰۲۵       | ربات قاتل          | گوراثین       |

### نماهنگ
| سال  | عنوان               | نقش    | هنرمند           |
| ---- | ------------------- | ------ | ---------------- |
| ۲۰۱۲ | «مکالمات مداوم»     |        | پشن پیت          |
| ۲۰۱۵ | «تابستان ۹۵ همه»    |        | آیرن اند واین    |
| ۲۰۱۸ | «آن را بگیر»        |        | آیس‌ایج           |
| ۲۰۱۸ | «سرعت تاریکی»       |        | فیلیر            |
| ۲۰۱۸ | «گالاکتیکان: کابوس» | تریتون | برندن اسمال      |
| ۲۰۱۹ | «استیو جایز»        |        | زیا زیا تکنیک    |
| ۲۰۲۰ | «وسواس»             |        | پادلز پیتی پارتی |
| ۲۰۲۰ | «شمشیر و سپر»       |        | کن اندروز        |

### تئاتر
| سال       | عنوان                                 | نقش                                | شرکت              | یادداشت‌ها          |
| --------- | ------------------------------------- | ---------------------------------- | ----------------- | ------------------ |
| ۱۹۹۹–۲۰۰۰ | متفاوت زندگی کردن تا آنجا که ممکن است | لری ریورز                          | تئاتر تایم‌لاین    | شیکاگو پروداکشنز   |
| ۲۰۰۵      | سالومه                                |                                    | تئاتر ساید پراجکت | شیکاگو پروداکشنز   |
| ۲۰۰۷      | باخ در لایپزیگ                        | یوهان مارتین اشتایندورف، گئورگ لنک | تئاتر نویسندگان   | شیکاگو پروداکشنز   |
| ۲۰۰۷      | اتلو                                  | مونتانو                            | تئاتر نویسندگان   | شیکاگو پروداکشنز   |
| ۲۰۰۷      | ناگهان تابستان گذشته                  | جورج هالی                          | تئاتر شترد گلوب   | شیکاگو پروداکشنز   |
| ۲۰۰۸      | هر طور شما دوست دارید                 | لو بو                              | تئاتر نویسندگان   | شیکاگو پروداکشنز   |
| ۲۰۰۸      | باغ‌وحش شیشه‌ای                         | تام وینگفیلد                       | تئاتر شترد گلوب   | شیکاگو پروداکشنز   |
| ۲۰۰۹      | کودک مدفون                            | وینس                               | تئاتر شترد گلوب   | شیکاگو پروداکشنز   |
| ۲۰۱۰      | هملت، شاهزاده گودال‌ها                 | کلودیوس                            | تئاتر بوت‌لگ       | لس آنجلس پروداکشنز |